# (4512) Sinuhe
(4512) Sinuhe (1939 BM) – planetoida z pasa głównego asteroid okrążająca Słońce w ciągu 4,6 lat w średniej odległości 2,77 j.a. Odkryta 20 stycznia 1939 roku.